# Elecciones generales de Irlanda de 1923
El 27 de agosto de 1923 tuvieron lugar las segundas elecciones generales del Estado Libre Irlandés. Fueron elegidos 152 de los 153 miembros del Dáil Éireann, cuyos miembros se reunirían finalmente el 19 de septiembre para elegir al Presidente del Consejo Ejecutivo. El partido oficialista, Cumann na nGaedheal, surgido de la facción Pro-Tratado del Sinn Féin obtuvo mayoría simple con 63 de los 153 escaños, bastante lejos de la mayoría absoluta, pero pudo formar una coalición de gobierno. En segundo lugar quedó el Partido Republicano de Éamon de Valera, surgido de la facción Anti-Tratado del Sinn Féin. La elección se llevó a cabo justo después del final de la guerra civil irlandesa. Muchos de los diputados republicanos, que representaban la facción perdedora de la guerra, seguían encarcelados durante y después de las elecciones.

## Resultados
La mayoría de los partidos incrementaron su número de votos y escaños, en parte porque el número total de escaños en el Dáil se incrementó en 25 de 128 a 153. El Partido Laborista fue el único en decaer, perdiendo tres escaños y siendo relegado al cuarto lugar por detrás del Partido de los Agricultores. El partido Cumann na nGaedheal pudo formar un gobierno minoritario mientras que los Republicanos (Anti-Tratado) se abstuvieron de tomar sus asientos en el Dáil.
La protección de las elecciones contra prácticas fraudulentas fue reforzada de antemano por la nueva Ley de Prevención de Abusos Electorales de 1923.
|  | 38.97 % |

|  | 41.18 % |

|  | 27.40 % |

|  | 28.76 % |

|  | 12.07 % |

|  | 9.80 % |

|  | 10.62 % |

|  | 9.15 % |

|  | 0.92 % |

|  | 1.31 % |

|  | 0.63 % |

|  | 1.31 % |

|  | 0.47 % |

|  | 0.37 % |

|  | 0.25 % |

|  | 0.17 % |

|  | 8.15 % |

|  | 8.50 % |

|  | 96.34 % |

|  | 3.66 % |

|  | 100 % |

|  | 61.3 % |